# Cardioperla
Genre
Cardioperla est un genre d'insectes plécoptères de la famille des Gripopterygidae.

## Distribution
Les espèces de ce genre sont endémiques de Tasmanie.

## Liste des genres
Selon Plecoptera Species File :
- Cardioperla edita Hynes, 1982
- Cardioperla falsa Hynes, 1982
- Cardioperla flindersi Hynes, 1982
- Cardioperla incerta Hynes, 1982
- Cardioperla lobata McLellan, 1971
- Cardioperla media Hynes, 1982
- Cardioperla nigrifrons (Kimmins, 1951)
- Cardioperla spinosa Hynes, 1982

## Publication originale
- McLellan, I. D. 1971 : A revision of Australian Gripopterygidae (Insecta: Plecoptera). Australian Journal of Zoology Supplementary Series, no 2, p. 1-79.